# Stefan Piątkowski
Stefan Piątkowski – polski lekkoatleta, specjalizujący się w biegach sprinterskich.

## Osiągnięcia
- Mistrzostwa Polski seniorów w lekkoatletyce
  - Warszawa 1922
    - złoty medal w biegu na 100 m
    - złoty medal w biegu na 200 m